# ポリニヤ

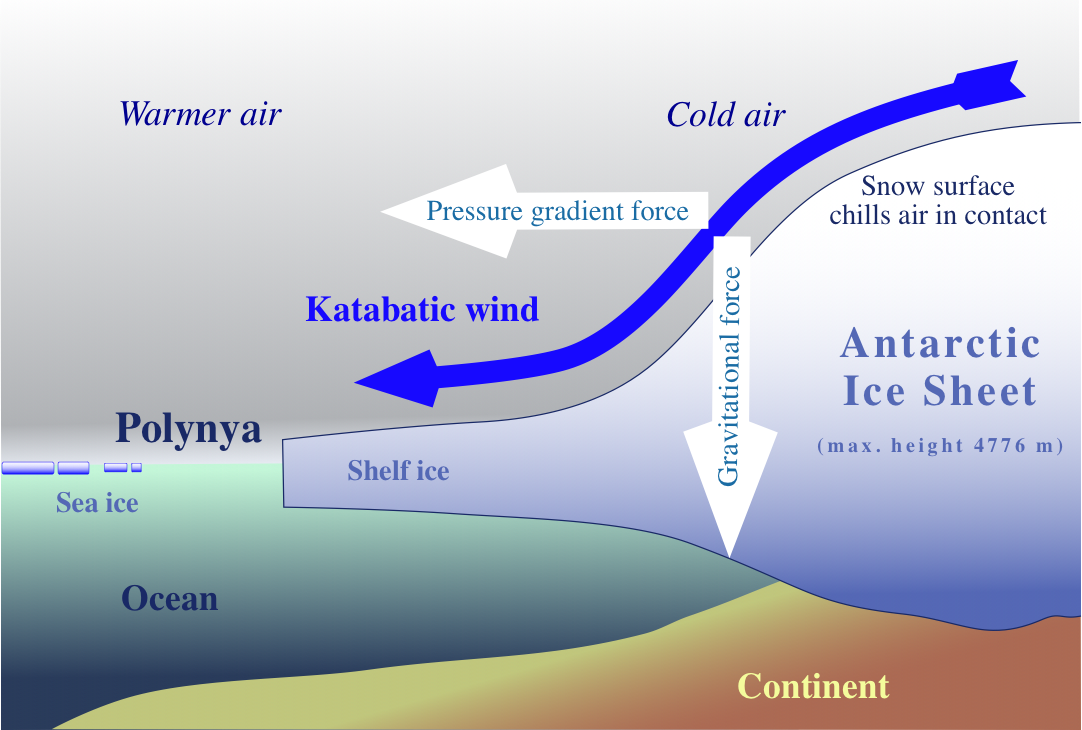
気圧傾度力と重力が滑降風を起こし、ポリニヤを生じる。

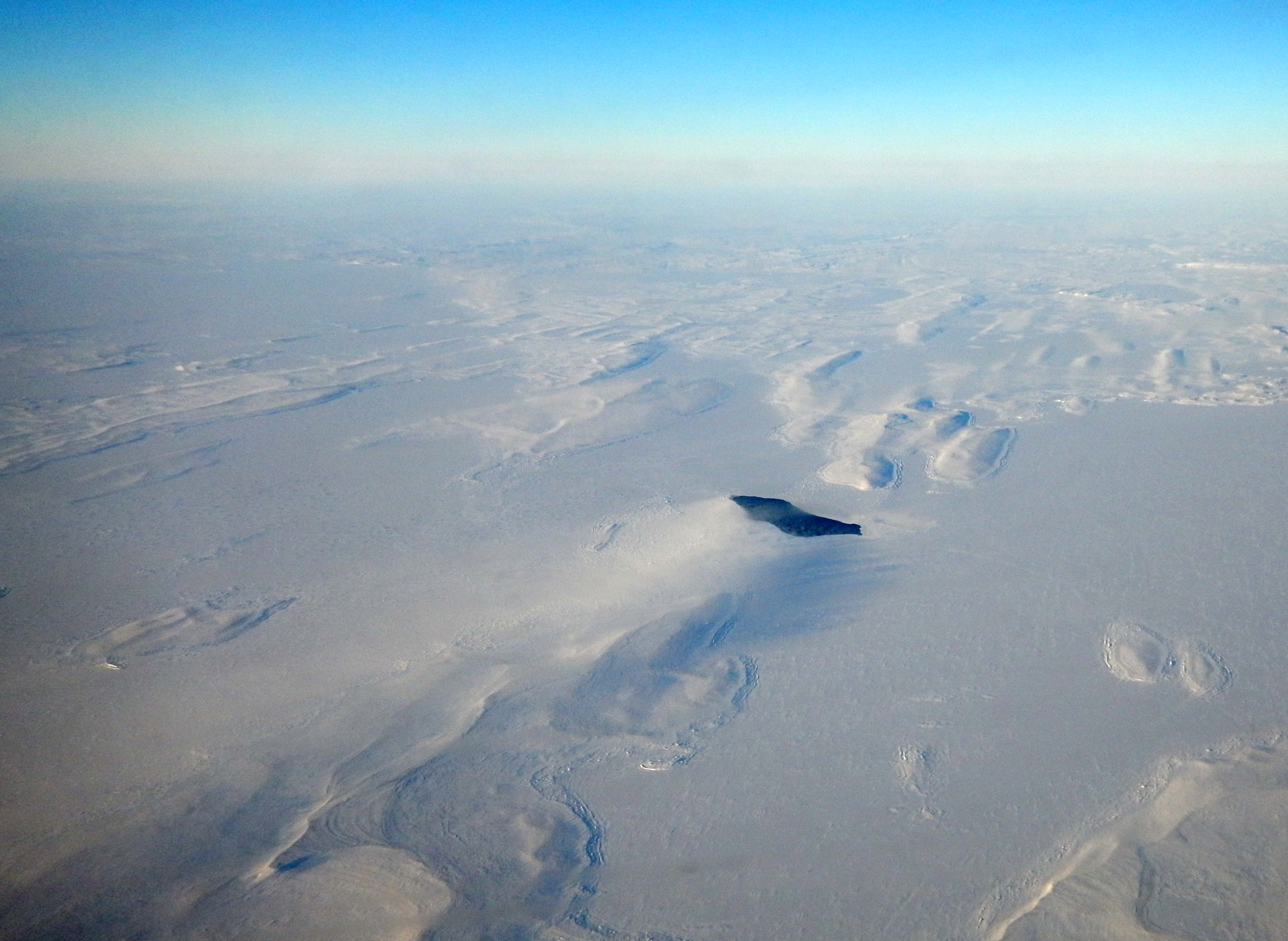
ハドソン湾のポリニヤ

ポリニヤ（ロシア語: полынья、エストニア語: lahvandus、米国: polynya/英国: polynia）とは、氷に囲まれた開水面あるいは薄氷域のことである。ロシア語のПолыньяからの借用語で、自然の氷穴を意味し、19世紀に極地の探検家が海の航行可能な部分を表現するために採用した。

## 種類
ポリニヤは、沿岸ポリニヤ（coastal polynya）、外洋ポリニヤ（open-ocean polynya）の2種類に大別される。

### 沿岸ポリニヤ
沿岸ポリニヤは南極や北極の海岸付近で一年中見られ、滑降風のような局所的な沖風によって海氷が次々と沖へ運ばれることで生成されると考えられている。

### 外洋ポリニヤ
外洋ポリニヤは氷帽の中で形成され、深く暖かい水の上昇流によって引き起こされると考えられている。南極のウェッデル海で1973年9月に初めて発見されたWeddell Polynyaが代表的な例である。

## 生態
カナダとグリーンランドの間にあるNorth Water Polynyaのように、ポリニヤの中には毎年同じ時期に同じ場所で季節的に発生するものがある。この規則性に生活戦略を適応させた動物がポリニヤに生息する。
冬には、南に移住しないセイウチのような海獣類、イッカクおよびシロイルカなどが生息する。また、シロイルカの群れなどが氷に閉じ込められた場合でも、イルカが定期的に呼吸するためにつくる流れの影響でポリニヤが形成される場合がある。また、それらの動物を餌として狙うホッキョクグマなどもポリニヤに集まる。ホッキョクグマは、ポリニヤの開放水域を65kmも泳ぐことができることが知られている。